# Рудеш (футбольний клуб)
«НК Рудеш» (хорв. NK Rudeš) — хорватський футбольний клуб із Загреба, заснований у 1957 році.

## Історія
Футбольний клуб «Рудеш» був заснований в місті Загреб у 1957 році. До 1991 року грав у нижчих лігах Югославії.
Після здобуття незалежності Хорватії та організації власного чемпіонату в сезоні 1992/93 команда стартувала у розіграші Кубка Хорватії, де програла загрнбському «ХАСК—Граданскі» (нині — «Динамо») в 1/16 фіналу. У наступному сезоні 1993/94 «Рудеш» дебютував у П'ятій лізі Хорватії, посівши 14 місце. У сезоні 1997/98 виступав у Четвертій лізі, але вилетів назад на рік до П'ятої ліги. В сезоні 1999/00 знову грав у Четвертій лізі, і на цей раз залишився у ній.
У сезоні 2002/03 зайняв перше місце в загребській зоні Четвертої ліги і завоював путівку в Третю лігу. У сезоні 2003/04 клуб посів друге місце, а у наступному сезоні він повторив цей результат. Тільки в сезоні 2008/09 переміг у групі «Захід» Третьої ліги і вийшов до Другої ліги. 
У сезоні 2012/13 «Рудеш» був третім у Другій лізі. У 2016/17 клуб переміг у Другій лізі і отримав право вперше в історії зіграти у найвищому дивізіоні Хорватії. В дебютному сезоні клуб зайняв 8 місце з 10 команд і зберіг прописку в еліті.
У травні 2017 року «Рудеш» підписав 10-річну партнерську угоду з іспанським клубом «Депортіво Алавес», де Рудеш виступає в ролі фарм-клубу іспанської команди. Однак угоду було припинено після першого року.

## Досягнення
- Переможець Другої ліги (1): 2016/17
- Переможець Третьої ліги — Захід (1): 2008/09